# Жоан Сегарра
Жоан Сегарра (ісп. Joan Segarra, 11 березня 1927, Барселона — 3 вересня 2008, Тараделль) — іспанський каталонський футболіст, що грав на позиції захисника. По завершенні ігрової кар'єри — тренер.
Протягом усієї кар'єри виступав за «Барселону», з якою став чотириразовим чемпіоном Іспанії, шестиразовим володарем Кубка Іспанії та дворазовим володарем Кубка ярмарків, а також національну збірну Іспанії, з якою був учасником чемпіонату світу 1962 року.

## Клубна кар'єра
Займався футболом у клубі «Атлетіко Сан-Поль», а 1946 року став гравцем клубу «Вілафранка», де провів чотири сезони.
У 1950 році він став гравцем «Барселони» і дебютував у Прімері 25 вересня 1950 року в матчі проти «Реала» (3:2).Сегарра був одним із найбільш харизматичних гравців в історії «Барси», отримавши прізвисько «Великий капітан» (кат. el gran capità). Він провів у клубі 14 сезонів, між 1949 і 1965 роками, аж до завершення своєї кар'єри, і провів загалом 528 ігор, будучи за цим показником рекордсменом клубу протягом багатьох років він, поки його не обійшов Карлес Решак в кінці 70-х років, а пізніше і ще кілька гравців клубу.
Сегарра був різнобічним гравцем. Окрім своїх якостей футболіста, він заслужив захоплення та повагу товаришів по команді та суперників завдяки благородному та сміливому ставленню. Жоан починав як лівий захисник, але закінчував кар'єру на позиції півзахисника. За час виступів у команді Сегарра чотири рази виборював титул чемпіона Іспанії, шість разів ставав володарем Кубка Іспанії та двічі володарем Кубка ярмарків. Останню гру за «Барсу» зіграв 24 квітня 1964 року проти «Реал Бетіса» (3:2), а 9 вересня 1964 року клуб провів на честь гравця прощальний матч на «Камп Ноу».

## Виступи за збірну
17 червня 1951 року дебютував в офіційних іграх у складі національної збірної Іспанії в товариському матчі зі Швецією (0:0).
У складі збірної був учасником чемпіонату світу 1962 року у Чилі. Іспанія вибула на груповому етапі, а Жоан провів лише одну гру — проти Чехословаччини (0:1), де як і у ряді попередніх матчів був капітаном команди. Цей матч став останнім за «червону фурію» для Сегарри. Загалом протягом кар'єри у національній команді, яка тривала 12 років, провів у її формі 25 матчів.
Також в 1954—1958 роках Сегарра зіграв три матчі за збірну Каталонії, а у 1953—1955 роках і стільки ж за другу збірну Іспанії.

## Кар'єра тренера
Після завершення футбольної кар'єри Сегарра став тренером. Він працював у нижчолігових іспанських клубах, а 1977 року повернувся до «Барселони», увійшовши до тренерського штабу резервної команди.
Наприкінці сезону 1977/78 він ненадовго очолив резервну команду, замінивши Лауреано Руїса, після чого новим головним тренером був призначений Антоні Торрес, а Сегарра став його помічником на сезон 1978/79. Втім і Торрес покинув команду до кінця сезону, завдяки чому Сегарра знову став головним тренером на останні 9 турів Сегунди Б і посів із командою 4 місце у групі II, а також керував командою протягом усього сезону 1979/80, проте команда виступила не так вдало, ставши лише 14-ю. Однак у фіналі цього сезону Торрес пішов до першої команди як помічник Хоакіма Ріфе, а Сегарра відповідав за керівництво дочірньою компанією до кінця курсу.
На наступний сезон Жоан став помічником тренера першої команди Еленіо Еррери, разом із яким 1981 року покинув посаду.
Помер 3 вересня 2008 року на 82-му році життя у місті Тараделль.

## Статистика

### Клубна
| Виступи           | Виступи           | Виступи           | Чемпіонат | Чемпіонат | Кубок | Кубок | Єврокубки | Єврокубки | Інше | Інше | Всього | Всього |
| Клуб              | Ліга              | Сезон             | Ігри      | Голи      | Ігри  | Голи  | Ігри      | Голи      | Ігри | Голи | Ігри   | Голи   |
| ----------------- | ----------------- | ----------------- | --------- | --------- | ----- | ----- | --------- | --------- | ---- | ---- | ------ | ------ |
| «Барселона»       | Ла-Ліга           | 1950/51           | 23        | 0         | 7     | 1     | —         | —         | —    | —    | 30     | 1      |
| «Барселона»       | Ла-Ліга           | 1951/52           | 16        | 0         | 0     | 0     | —         | —         | 0    | 0    | 16     | 0      |
| «Барселона»       | Ла-Ліга           | 1952/53           | 21        | 0         | 7     | 0     | —         | —         | —    | —    | 28     | 0      |
| «Барселона»       | Ла-Ліга           | 1953/54           | 25        | 0         | 7     | 1     | —         | —         | —    | —    | 32     | 1      |
| «Барселона»       | Ла-Ліга           | 1954/55           | 28        | 0         | 4     | 0     | —         | —         | —    | —    | 32     | 0      |
| «Барселона»       | Ла-Ліга           | 1955/56           | 30        | 4         | 4     | 0     | 2         | 0         | —    | —    | 36     | 4      |
| «Барселона»       | Ла-Ліга           | 1956/57           | 15        | 0         | 7     | 0     | —         | —         | —    | —    | 22     | 0      |
| «Барселона»       | Ла-Ліга           | 1957/58           | 27        | 1         | 6     | 0     | 5         | 0         | —    | —    | 38     | 1      |
| «Барселона»       | Ла-Ліга           | 1958/59           | 30        | 6         | 9     | 1     | 2         | 0         | —    | —    | 41     | 7      |
| «Барселона»       | Ла-Ліга           | 1959/60           | 24        | 3         | 4     | 1     | 11        | 3         | —    | —    | 39     | 7      |
| «Барселона»       | Ла-Ліга           | 1960/61           | 15        | 0         | 3     | 0     | 9         | 0         | —    | —    | 27     | 0      |
| «Барселона»       | Ла-Ліга           | 1961/62           | 19        | 2         | 2     | 0     | 4         | 0         | —    | —    | 25     | 2      |
| «Барселона»       | Ла-Ліга           | 1962/63           | 15        | 0         | 10    | 0     | 1         | 0         | —    | —    | 26     | 0      |
| «Барселона»       | Ла-Ліга           | 1963/64           | 11        | 1         | 0     | 0     | 4         | 0         | —    | —    | 15     | 1      |
| «Барселона»       | Всього            | Всього            | 297       | 17        | 70    | 4     | 38        | 3         | 0    | 0    | 405    | 24     |
| Всього за кар'єру | Всього за кар'єру | Всього за кар'єру | 297       | 17        | 70    | 4     | 38        | 3         | 0    | 0    | 405    | 24     |

## Титули і досягнення
- Чемпіон Іспанії (4):

«Барселона»: 1951–52, 1952–53, 1958–59, 1959–60
- Володар Кубка Іспанії (6):

«Барселона»: 1951, 1952, 1952–53, 1957, 1958–59, 1962–63
- Володар Кубка ярмарків (2):

«Барселона»: 1955–58, 1958–60